# Home Assistant
Home Assistant este o platformă open-source specializată în automatizarea locuinței, care le oferă utilizatorilor posibilitatea de a administra și supraveghea toate dispozitivele inteligente dintr-o singură interfață. Prin intermediul acestei soluții, pot fi create scenarii de automatizare complexe, pot fi integrate numeroase dispozitive și protocoale, iar confortul, securitatea și eficiența energetică ale locuinței pot fi semnificativ îmbunătățite.

## Caracteristici principale
- Dezvoltare open-source și flexibilitate: Home Assistant este menținut de o comunitate globală, ceea ce asigură actualizări frecvente și adoptarea rapidă a celor mai noi tehnologii.
- Integrare extinsă: Compatibil cu peste 2000 de dispozitive și servicii (precum Google Home, Alexa, Philips Hue, Nest, Zigbee, Z-Wave, MQTT etc.), oferind un grad ridicat de conectivitate.
- Confidențialitate și securitate: Stocarea locală a datelor le permite utilizatorilor să dețină control total asupra informațiilor personale.
- Automatizări avansate: Platforma oferă posibilitatea de a crea și personaliza reguli de automatizare atât printr-un editor vizual, cât și folosind YAML.